# Piosenki dla dzieci i rodziców
Piosenki dla dzieci i rodziców – jedenasty album Marka Grechuty wydany przez wytwórnię płytową Markart w 1991 roku.

## Utwory
1. Piękne jest królestwo nasze (muz. Marek Grechuta, sł. Krystyna Wodnicka)
2. Order uśmiechu (muz. i sł. Marek Grechuta)
3. Żył raz królewicz (muz. i sł. Marek Grechuta)
4. Opowieść o Kopciuszku (muz. i sł. Marek Grechuta)
5. Gdy dzieci tańczą (muz. i sł. Marek Grechuta)
6. Niechaj mnie Zośka o wiersze nie prosi (muz. Marek Grechuta sł. Juliusz Słowacki)
7. Jadę pociągiem prawdziwym (muz. i sł. Marek Grechuta)
8. Muszę dziś wykonać plan (muz. i sł. Marek Grechuta)
9. Kołysanka zgadywanka (muz. i sł. Marek Grechuta)
10. Pamiętajcie, pamiętajcie! (muz. i sł. Marek Grechuta)
11. Zostawcie nam (muz. i sł. Marek Grechuta)
12. Śpij – bajki śnij (muz. i sł. Marek Grechuta)

### Wykonawcy
- Marek Grechuta (śpiew, fortepian, pianino Yamaha)
- Lidia Duda (śpiew)
- Beata Malczewska (śpiew)
- Grażyna Trela (śpiew)
- Edward Lubaszenko (śpiew)
- Tomek Wertz (śpiew)
- Krakowski Chórek Dziecięcy "Gama"
- Halina Jarczyk (skrzypce)
- Bogusława Ziegelheim (skrzypce)
- Andrzej Bosak (wiolonczela)
- Paweł Ścierański (gitara)
- Tomasz Lato (kontrabas)
- Sławomir Berny (perkusja)
- Stanisław Pawlik (flet)

## Wersja rozszerzona z 2001 roku
W antologii Świecie nasz oryginalna płyta została wzbogacona o 17 dodatkowych utworów.
1. Śpij – bajki śnij
2. Czy to pies, czy to bies (muz. Marek Grechuta, sł. Juliusz Słowacki)
3. Matczyna postać (muz. Marek Grechuta, sł. Juliusz Słowacki)
4. Rozpoczęcie opowieści o Kopciuszku (muz. i sł. Marek Grechuta)
5. Ciągle w kółko to samo! (muz. Marek Grechuta, sł. Jan Brzechwa)
6. Płynie, płynie woda (muz. Marek Grechuta, sł. Jan Brzechwa)
7. Taniec Kopciuszka z królewiczem (muz. i sł. Marek Grechuta)
8. Piękne jest królestwo nasze (muz. Marek Grechuta, sł. Krystyna Wodnicka)
9. Order uśmiechu (muz. i sł. Marek Grechuta)
10. Pajac Teofil (muz. Marek Grechuta, sł. Krystyna Wodnicka)
11. Już się skończyły czary-mary (muz. Marek Grechuta, sł. Krystyna Wodnicka)
12. Jadę pociągiem prawdziwym (muz. i sł. Marek Grechuta)
13. Muszę dziś wykonać plan (muz. i sł. Marek Grechuta)
14. Super ekspres (muz. i sł. Marek Grechuta)
15. Historia pewnej podróży (muz. i sł. Marek Grechuta)
16. Świat w obłokach (muz. Marek Grechuta, sł. Ryszard Krynicki)
17. Dni, których nie znamy (muz. Jan Kanty Pawluśkiewicz, sł. Marek Grechuta)

(13)
Nagranie z programu TVP Piękne jest królestwo moje (1995)
(14-15)
Nagrania z przedstawienia Teatru TVP Kraków Najukochańsza moja mamo w reżyserii Tadeusza Bradeckiego (1985)
(16-19)
Nagrania z programu TVP Kopciuszek w reżyserii Andrzej Maja (1987)
(20-23)
Nagrania z programu TVP Król i sroka w reżyserii Bożeny Winnickiej (1985)
(24-29)
Nagrania koncertowe z Festiwalu Piosenki Studenckiej w Krakowie (1984)

## Ekipa
- Reżyseria i realizacja nagrania: W. Marecki
- Kierownictwo muzyczne: Jacek Butrym
- Projekt okładki: Krzysztof Koszewski

## Wydania
- 1991 – Markart (kaseta)
- 2001 – EMI Music Poland (CD)
- 2005 – EMI Music Poland (CD, box Świecie nasz)
- 2005 – EMI Music Poland (koperta, box Świecie nasz)